# Бахрушин Олександр Михайлович
Олександр Михайлович Бахрушин (11 вересня 1900, місто Зарайськ Рязанської губернії, тепер Московської області, Російська Федерація — розстріляний 9 вересня 1937, СРСР) — радянський військовий діяч, комдив, командувач ВПС Київського військового округу.

## Біографія
Народився в родині робітника. У 1918 році закінчив Зарайське реальне училище. 
У 1918 році обраний секретарем Зарайського повітового комітету комсомолу. У квітні 1918 року призначений головою Надзвичайної комісії (ЧК) міста Зарайська. Вже в серпні 1918 року керував розкриттям «контр-революційного змови» в Зарайському повіті, а в листопаді 1918 року очолив придушенням селянських виступів у Григорівській, Булигінській та Ілліцинській волостях Зарайського повіту Рязанської губернії.
Член РКП(б) з 1919 року.
У квітні 1919 року добровільно вступив до Червоної армії. Учасник Громадянської війни в Росії, червоноармієць окремого комуністичного загону, командир партизанського загону до листопада 1919 року. 
З листопада 1919 року працював у Рязанській губернській ЧК, з січня 1920 року очолював повітову ЧК. Після Громадянської війни перейшов на політичну роботу в РСЧА. 
У травні 1922 року закінчив дивізійну політичну школу. З травня 1922 року служив лектором політшколи, помічником начальника школи з навчальної частини. З серпня 1922 року — військовий комісар школи молодшого комскладу. З 1923 року — начальник організаційно-інструкторського відділення, помічник начальника та начальник організаційної частини політичного відділу 17-ї стрілецької дивізії. З січня 1924 року — помічник начальника організаційної частини політичного відділу 13-го стрілецького корпусу, а з серпня 1924 року — начальник політичного відділу 7-ї окремої кавалерійської бригади. Брав участь у бойових діях проти басмачів біля міста Бухари (Узбецька РСР) та на території Таджицької РСР. Був поранений в одній із сутичок.
З травня 1926 року перейшов в авіацію на посаду комісара ВПС Середньоазіатського військового округу. З жовтня 1926 року — старший льотчик-спостерігач 34-ї авіаескадрильї. У 1927 році закінчив курси удосконалення при військовій школі льотчиків у Ленінграді.
З жовтня 1927 року — начальник штабу 5-ї авіаційної бригади. У грудні 1928 року призначений командиром та комісаром 30-го авіазагону Українського військового округу. З грудня 1930 року — командир та військовий комісар 20-ї авіаційної ескадрильї. У 1933—1937 роках — командир та військовий комісар 452-ї змішаної, 256-ї легко-штурмової та 81-ї штурмової авіаційних бригад Українського (Київського) військового округу. 
У травні 1937 року призначений командувачем ВПС Київського військового округу.
3 липня 1937 року заарештований органами НКВС СРСР. Військовою колегією Верховного суду СРСР 8 вересня 1937 року за звинуваченням в участі у військовій змові засуджений до розстрілу. Вирок виконано 9 вересня 1937 року. 
Визначенням Військової колегії Верховного суду СРСР від 9 серпня 1957 року посмертно реабілітований.

## Військові звання
- комбриг (28.11.1935)
- комдив (21.05.1937)

## Нагороди
- орден Червоної Зірки (27.10.1932)